# Metamorphose (Geologie)
Die Gesteinsmetamorphose (altgriechisch μεταμόρφωσις metamórphosis, deutsch ‚Verwandlung‘, ‚Umgestaltung‘) ist die Umwandlung der mineralogischen Zusammensetzung eines Gesteins durch Steigerung von Temperatur und/oder Druck. Dabei entsteht aus dem Ausgangsgestein, das auch als Protolith oder Edukt bezeichnet wird, ein metamorphes Gestein (Metamorphit).
Bei der Metamorphose kommt es zu Mineralreaktionen, also zur Neu- oder Umbildung von Mineralen, wobei das Gestein in festem Zustand verbleibt. Schmilzt dagegen Gestein, so spricht man von Anatexis.
Die Bezeichnung stammt von Charles Lyell, die Idee vertrat aber schon James Hutton im 18. Jahrhundert (und einige andere).

## Überblick
Eine Abgrenzung der Gesteinsmetamorphose von der Diagenese, den Prozessen, die zur Bildung von Sedimentgesteinen aus Sedimenten führen, kann nicht exakt gezogen werden, da es auch bei der Diagenese zu Mineralneu- und umbildungen kommen kann. Es gibt verschiedene Definitionen, nach denen von einer Metamorphose zu sprechen ist, wenn bestimmte Minerale auftreten oder nicht mehr vorhanden sind bzw. bestimmte Druck- und Temperaturgrenzen überschritten wurden.
Bei der Metamorphose bleibt die chemische Zusammensetzung des Gesteins oft unverändert, man spricht dann von isochemischer Metamorphose. Da an einer Metamorphose immer auch fluide Phasen beteiligt sein können, ist diese Bedingung selten streng erfüllt. Wenn der Elementbestand eines Gesteins wesentlich verändert wird, liegt eine Metasomatose vor. Dies trifft nicht zu, wenn nur H2O oder CO2 zu- oder abgeführt werden.
Die Metamorphose eines Gesteins wird durch Druck und Temperatur beeinflusst. Man spricht von einer prograden Metamorphose, wenn Druck und Temperatur während der Metamorphose zunehmen, und von einer retrograden Metamorphose oder Diaphthorese, wenn Druck und Temperatur während der Metamorphose abnehmen.
Prinzipiell beobachtet man zwei Arten der Umwandlung von Gesteinen:
Durch Phasenumwandlungen (Mineralreaktionen) entstehen neue Minerale aus den vorhandenen. Minerale können nur unter bestimmten Druck- und Temperaturbedingungen miteinander existieren. Sind diese Bedingungen nicht mehr erfüllt, können die Minerale miteinander zu anderen Mineralen reagieren. Solche Mineralreaktionen sind oft sehr komplex. Manche der neu gebildeten Minerale setzen bei diesen Reaktionen andere Stoffe wie z. B. Wasser frei oder nehmen sie auf, dadurch kommt es zu dem oben angesprochenen Phänomen der Metasomatose.
Bei der Kristallisation von Mineralen kommt es zu Gefügeumwandlungen im Gestein. Durch die Foliation, durch Drucklösungsprozesse nach dem Rieckeschen Prinzip oder das orientierte Wachstum von Mineralen, bildet sich im Gestein eine Schieferung aus, die umso ausgeprägter ist, je mehr Schichtsilikate (Glimmer) im Gestein vorhanden sind.

## Arten
Der mögliche Verlauf einer Gesteinsmetamorphose ist abhängig von den dabei durchlaufenen Druck- und Temperaturbedingungen. Diese können sehr verschieden sein und so unterschiedliche Metamorphosetypen hervorrufen. Gesteine, die einen bestimmten Metamorphosetyp durchlaufen haben, tragen häufig charakteristische Merkmale, zum Beispiel bestimmte Mineralparagenesen, Gefügemerkmale u. a. davon.

### Regionalmetamorphose

Metamorphes Faziesschema inclusive, überlagernd gestrichelt aufgetragen, ein Druck-Temperatur-Diagramm der Aluminiumsilikate (Abkürzungen in Rot kennzeichnen die Stabilitätsbereiche der Aluminiumsilikate: Ky = Kyanit, And = Andalusit, Sil = Sillimanit), dessen gestrichelt dargestellte Druck-Temperatur-Grenzlinien als Hilfslinien einer ersten Grobeinteilung der metamorphen Prozesse dienen sollen: In der mit dem Symbol „Ky“ bezeichneten Zone liegen die druckbetonten metamorphen Prozesse; in der mit dem Symbol „Sil“ bezeichneten Zone die temperaturbetonten metamorphen Prozesse und in der mit dem Symbol „And“ bezeichneten Zone die kontaktmetamorphen Prozesse. Der markante Tripelpunkt bei 500 °C und 4 kbar ist ein invarianter Punkt bei der Charakterisierung derartiger Prozesse.

Der Zusatz „Regional“ besagt, dass diese Art der Metamorphose über große Volumina (z. T. über mehrere 1000 km³) stattfindet, meistens hervorgerufen durch tektonische Senkung großer Teile der Erdkruste. Hierbei geraten Gesteine durch Versenkung etwa durch Faltung oder Subduktion an Kontinentalrändern unter hohen Druck- und/oder Temperatur, die die Umwandlung der Minerale gleichermaßen bestimmen. Typische Gesteine sind zum Beispiel Glimmerschiefer, Gneise, Amphibolite.

### Druckbetonte Metamorphose
Die druckbetonte Metamorphose ist ein typisches Kennzeichen von Subduktionszonen. Hierbei wird verhältnismäßig kaltes Material ozeanischer Kruste versenkt. Die dabei ablaufende Metamorphose wird daher von vergleichsweise niedrigen Temperaturen und hohen Drücken bestimmt. Gesteine, die die druckbetonte Metamorphose durchlaufen haben, sind durch typische Minerale gekennzeichnet, wie Glaukophan in Blauschiefern oder Omphazit in Eklogiten.

### Kontaktmetamorphose
Die Kontaktmetamorphose ist die temperaturbetonte Metamorphose. Kontaktmetamorphe Gesteine finden sich vor allem im Umfeld magmatischer Intrusionen. Das heiße Magma heizt das umgebende Gestein auf und führt so dessen Metamorphose herbei. Der Bereich der Metamorphose heißt Kontakthof. Ein typisches Merkmal kontaktmetamorpher Gesteine sind die durch Mineralreaktionen hervorgerufene Knotenbildung sowie häufig das Fehlen einer Schieferung. Bei der Kontaktmetamorphose können Hornfelse, Frucht- und Knotenschiefer entstehen.

### Impaktmetamorphose
Diese sehr extreme Art der Metamorphose wird durch heftige Stoßwellen hervorgerufen und kann zur Zertrümmerung ganzer Gesteinspartien und zur Zerstörung von Kristallgittern führen. Sie ist auf Meteoritenkrater (und auf die Orte unterirdischer Atombombenversuche) beschränkt. Im Bereich des Einschlagkraters werden hohe Temperaturen und Drücke erzeugt, wobei Gesteine aufgeschmolzen und herausgeschleudert werden und dann zu kugeligen Glasaggregaten erstarren (Tektite). Typische Kennzeichen für die Impaktmetamorphose ist das Auftreten von Hochdruckmineralen wie zum Beispiel Coesit oder, bedingt durch den Kollaps von Kristallgittern, von diaplektischem Glas. Die Impaktmetamorphose führt zur Zertrümmerung von Gesteinskörpern, die makroskopisch sichtbar ist (z. B. im Suevit des Nördlinger Rieses).

### Dislokations-Metamorphose
Die Dislokations-Metamorphose wird auch Dynamometamorphose genannt. In aktiven Störungszonen wird das Gestein durch die Bewegung zweier Blöcke gegeneinander stark verändert. Reagiert das Gestein dabei auf mechanische Beanspruchung spröde, das heißt, es zerbricht und wird zermahlen, so entstehen dabei Kataklasite. Wenn das Gestein duktil auf mechanische Beanspruchung reagiert, entstehen durch Neukristallisation Mylonite mit charakteristischem, durch die stete Bewegung geprägtem Gefüge.
Bei Erdbeben tritt eine kurzzeitige und plötzliche Bewegung von Gesteinspartien auf. Öffnen sich dabei Hohlräume, können darin durch die plötzliche Druckentlastung Implosionsbrekzien entstehen, die den Hohlraum wieder auffüllen. Durch die bei einer plötzlichen Bewegung an der Bewegungsfläche entstehende Reibungswärme kann dies zu kurzzeitigem Aufschmelzen von Gesteinspartien und zur Bildung von Pseudotachyliten führen. Ebenso können durch den Kollaps von Kristallgittern diaplektische Gläser entstehen.

### Klassifizierung der Metamorphose
Es gibt unterschiedliche Systeme zur Beschreibung des Metamorphosegrades, den ein Gestein erreicht hat. In Analogie zur Fazies von Sedimenten können metamorphe Bedingungen (Druck, Temperatur) durch metamorphe Faziesgruppen zusammengefasst werden.
Eine andere Möglichkeit ist die Bestimmung des Metamorphosegrades anhand bestimmter Mineralreaktionen. Der Umstand, dass bestimmte Minerale aus anderen entstanden sind zeigt dabei, dass bestimmte Grenztemperaturen bzw. Grenzdrücke überschritten wurden.

## Grenzbereiche
Gegenüber der Diagenese kann die Metamorphose nicht eindeutig abgegrenzt werden, da bei der diagenetischen Umwandlung eines Sedimentes in ein Gestein ähnliche Prozesse ablaufen. Häufig wird eine willkürliche Abgrenzung vorgenommen, wenn bestimmte Druck- und Temperaturverhältnisse überschritten wurden. Der Grenzbereich zur Diagenese wird oft als Anchimetamorphose bezeichnet.
Die Anatexis, die zur partiellen oder vollständigen Aufschmelzung von Gesteinen führt, ist ebenfalls ein Vorgang im Grenzbereich der Gesteinsmetamorphose. Metamorphose findet immer im festen Zustand statt, während bei der Anatexis Schmelzen gebildet werden.
Bei der Metasomatose wird die allgemeine chemische Zusammensetzung des betreffenden Gesteins (Gesteinschemismus) durch Stoffaustausch verändert, während die eigentliche Metamorphose isochemisch ist, d. h., die allgemeine chemische Zusammensetzung des Gesteins ändert sich nicht.